# Scytodes symmetrica
Scytodes symmetrica là một loài nhện trong họ Scytodidae.
Loài này thuộc chi Scytodes. Scytodes symmetrica được George Newbold Lawrence miêu tả năm 1938.